# Distrito de Spitamen
Spitamen (en tayiko: Ноҳияи Спитаман) es un distrito de Tayikistán, en la provincia de Sughd. 
Comprende una superficie de 292 km².
El centro administrativo es la ciudad de Nau.

## Demografía
Según estimación 2009 contaba con una población total de 116 800 habitantes.

## Otros datos
El código ISO es TJ.SU.NA, el código postal 735800 y el prefijo telefónico +992 3445.